# Violet (album The Birthday Massacre)
Violet – drugi studyjny album zespołu The Birthday Massacre. Najpierw album został wypuszczony jako EP'ka, później jako LP

## Lista utworów EP
1. "Prologue"  – 0:37
2. "Lovers End"  – 4:18
3. "Violet"  – 3:37
4. "Red"  – 1:17
5. "Play Dead"  – 4:47
6. "Blue"  – 4:29
7. "Black"  – 1:34
8. "Holiday"  – 5:15
9. "Nevermind"  – 4:45

## Lista utworów LP
1. "Prologue"  – 0:37
2. "Lovers End"  – 4:18
3. "Happy Birthday"  – 3:37
4. "Horror Show"  – 4:10
5. "Violet"  – 3:37
6. "Red"  – 1:17
7. "Play Dead"  – 4:47
8. "Blue"  – 4:29
9. "Video Kid"  – 4:34
10. "The Dream"  – 3:54
11. "Black"  – 1:34
12. "Holiday"  – 5:15
13. "Nevermind"  – 4:45